# This Used to Be My Playground
This Used to Be My Playground ist eine Popballade der amerikanischen Sängerin Madonna und der Titelsong zum Film Eine Klasse für sich, wo Madonna neben Tom Hanks, Geena Davis und Rosie O’Donnell die Hauptrolle spielte.

## Daten
Das Lied wurde von Madonna und Shep Pettibone 1992 geschrieben und produziert und als letzter Song während der Aufnahmesessions zu Erotica aufgenommen. Es wurde am 16. Juni 1992 als Single veröffentlicht und zu einem weltweiten Nummer-eins-Hit. Unter anderem erreichte die Single im August 1992 für eine Woche Platz 1 der amerikanischen Billboard Hot 100 und wurde Madonnas zehnter Nummer-eins-Hit in den USA. Damit wurde sie zu dieser Zeit zusammen mit Whitney Houston, die Künstlerin mit den meisten Nummer-eins-Hits in den USA. Im Vereinigten Königreich erreichte die Single Platz 3 der UK Top 40 und wurde ein weiterer Top-5 Hit für Madonna. Das Lied brachte Madonna eine Golden Globe Award Nominierung für den Best Original Song.
This Used to Be My Playground erschien nicht auf dem Soundtrackalbum zum Film und auf keinem Madonna-Album. Es wurde ursprünglich auf einem Barcelona Gold Kompilation-Album im Sommer 1992 veröffentlicht. Im Jahre 1995 erschien das Lied auf Madonnas Balladen-Album Something to Remember. Madonna hat This Used to Be My Playground nie live gesungen. Das Lied erschien auch nicht auf den Greatest-Hits-Alben GHV2 (2001) und Celebration (2009).

## Musikvideo
Die Regie zum Musikvideo führte Alek Keshishian, es wurde im Juni 1992 in den Raleigh Studios Hollywood, Kalifornia und Malibu Beach gedreht, seine Weltpremiere hatte es am 30. Juni 1992 auf MTV. Es zeigt ein Fotoalbum mit Bildern von Madonna, und zu jedem Bild singt sie ein Lied. Das Konzept des Videos ist sehr an Boy Georges Video To Be Reborn aus dem Jahre 1987 angelehnt. Am Ende des Videos werden noch einmal alle Bilder des Fotoalbums gezeigt und das Album wird zugeklappt mit dem abschließenden Schriftzug The End.
- Regisseur: Alek Keshishian
- Editor: James Haygood
- Produktionsfirma: Propaganda Films

## Charts
| ChartsChartplatzierungen       | Höchstplatzierung | Wochen |
| ------------------------------ | ----------------- | ------ |
| Deutschland (GfK)              | 6 (20 Wo.)        | 20     |
| Österreich (Ö3)                | 11 (12 Wo.)       | 12     |
| Schweiz (IFPI)                 | 6 (21 Wo.)        | 21     |
| Vereinigtes Königreich (OCC)   | 3 (9 Wo.)         | 9      |
| Vereinigte Staaten (Billboard) | 1 (20 Wo.)        | 20     |

| ChartsJahrescharts (1992)      | Platzierung |
| ------------------------------ | ----------- |
| Vereinigte Staaten (Billboard) | 21          |

## Coverversionen
Im Jahr 2000 nahm die Britische Synthpop Band A Flock of Seagulls eine Coverversion von This Used to Be My Playground auf.